# Amtsgericht Sonnenburg
Das Amtsgericht Sonnenburg war ein preußisches Amtsgericht mit Sitz in Sonnenburg, Provinz Brandenburg.

## Geschichte
Ab 1849 war das königliche Kreisgericht Zielenzig das zuständige Eingangsgericht. In Sonnenburg war eine Zweigstelle (Gerichtsdeputation) eingerichtet. Übergeordnet war das Kammergericht als Appellationsgericht. Im Rahmen der Reichsjustizgesetze wurden diese Gerichte aufgehoben und reichsweit einheitlich Oberlandes-, Land- und Amtsgerichte gebildet. Das königlich preußische Amtsgericht Sonnenburg wurde mit Wirkung zum 1. Oktober 1879 als eines von elf Amtsgerichten im Bezirk des Landgerichtes Frankfurt (Oder) im Bezirk des Kammergerichtes gebildet. Der Sitz des Gerichtes war die Stadt Sonnenburg. Sein Gerichtsbezirk umfasste aus dem Landkreis Oststernberg den Stadtbezirk Sonnenburg sowie die Amtsbezirke Kriescht, Alt Limmritz, königliches Forstrevier Limmritz, Louisa, Rentamt Sonnenburg und Woxfelde. Am Gericht bestanden 1880 zwei Richterstellen. Das Amtsgericht war damit ein mittelgroßes Amtsgericht im Landgerichtsbezirk.
Nach dem Zweiten Weltkrieg wurde Deutschland östlich der Oder-Neiße-Grenze, darunter der Sprengel des Amtsgerichtes Sonnenburg, unter polnische (und sowjetische) Verwaltung gestellt. Damit endete die Geschichte des Amtsgerichtes Sonnenburg.